# Rodolfo III de Baden-Baden
Rodolfo III, margrave de Baden-Baden (? - 2 de febrero de 1332) era un hijo de Rodolfo I y su esposa, Cunegunda de Eberstein. Después de que su padre muriera en 1288, gobernó el margraviato de Baden junto con sus hermanos Hesso, Germán VII y Rodolfo II.
Rodolfo III se casó con Juta de Strassberg, pero no tuvieron hijos.
| Predecesor: Rodolfo I | Margrave de Baden 1288-1332 con Hesso, Germán VII y Rodolfo II | Sucesor: Rodolfo Hesso |